# Sinosticta ogatai
Sinosticta ogatai är en trollsländeart som först beskrevs av Matsuki och Saito 1996.  Sinosticta ogatai ingår i släktet Sinosticta och familjen Platystictidae. Inga underarter finns listade i Catalogue of Life.